# Подільська сільська рада (Золотоніський район)
Поді́льська сільська́ ра́да — колишня адміністративно-територіальна одиниця та орган місцевого самоврядування в Золотоніському районі Черкаської області. Адміністративний центр — село Подільське.

## Загальні відомості
- Населення ради: 772 особи (станом на 2001 рік)

## Населені пункти
Сільській раді підпорядковані населені пункти:
- с. Подільське

## Склад ради
Рада складається з 14 депутатів та голови.
- Голова ради: Бахмач Олексій Ігорович
- Секретар ради: Пипко Раїса Михайлівна

### Керівний склад попередніх скликань
| Прізвище, ім'я, по батькові | Основні відомості                                                               | Дата обрання | Дата звільнення |
| --------------------------- | ------------------------------------------------------------------------------- | ------------ | --------------- |
| Бахмач Олексій Ігорович     | Сільський голова, 1954 року народження, освіта середня спеціальна, безпартійний | 26.03.2006   | 31.10.2010      |
| Бахмач Олексій Ігорович     | Сільський голова, 1954 року народження, освіта середня спеціальна, безпартійний | 31.10.2010   | 25.10.2015      |

Примітка: таблиця складена за даними сайту Верховної Ради України

### Депутати
За результатами місцевих виборів 2010 року депутатами ради стали:

#### За суб'єктами висування
| Суб'єкт висування               | Кількість обраних депутатів | %    |
| ------------------------------- | --------------------------- | ---- |
| Самовисування                   | 10                          | 71,4 |
| Партія регіонів                 | 2                           | 14,3 |
| Політична партія «Наша Україна» | 1                           | 7,1  |
| Соціалістична партія України    | 1                           | 7,1  |

#### За округами
| № округу                        | Прізвище, ім'я, по батькові   | Дата визнання обраним | Освіта             | Партійна приналежність                | Відомості про обраного депутата             |
| ------------------------------- | ----------------------------- | --------------------- | ------------------ | ------------------------------------- | ------------------------------------------- |
| Партія регіонів                 |                               |                       |                    |                                       |                                             |
| 11                              | Магеровський Андрій Юрійович  | 04.11.2010            | вища               | член Партії регіонів                  | СТОВ Пальміра, зав МТФ                      |
| 13                              | Стеблина Валентина Миколаївна | 04.11.2010            | вища               | член Партії регіонів                  | пенсіонер                                   |
| Політична партія «Наша Україна» |                               |                       |                    |                                       |                                             |
| 10                              | Гонзюк Галина Анатоліївна     | 04.11.2010            | середня спеціальна | член Політичної партії «Наша Україна» | тимчасово не працює                         |
| Соціалістична партія України    |                               |                       |                    |                                       |                                             |
| 3                               | Крикун Лариса Дмитрівна       | 04.11.2010            | середня спеціальна | член Соціалістичної партії України    | декретна відпустка, тимчасово не працює     |
| Самовисування                   |                               |                       |                    |                                       |                                             |
| 1                               | Лісовий Віктор Михайлович     | 04.11.2010            | середня спеціальна | позапартійний                         | СТОВ Пальміра, водій                        |
| 2                               | Приходько Тамара Іванівна     | 04.11.2010            | вища               | позапартійна                          | Подільський НВК, вихователь-методист        |
| 4                               | Павлюченко Лідія Миколаївна   | 04.11.2010            | вища               | позапартійна                          | Подільський НВК, вчитель                    |
| 5                               | Пипко Раїса Михайлівна        | 04.11.2010            | вища               | позапартійна                          | Подільська с/р, секретар                    |
| 6                               | Кошова Марія Григорівна       | 04.11.2010            | середня спеціальна | позапартійна                          | Ковтунівська сільська рада, гол.бухгалтер   |
| 7                               | Чуйко Тетяна Миколаївна       | 04.11.2010            | середня спеціальна | позапартійна                          | тимчасово не працює                         |
| 8                               | Каракай Станіслав Лукич       | 04.11.2010            | середня спеціальна | позапартійний                         | Золотоніський коопзаготвиробторг, заготовач |
| 9                               | Седлак Катерина Григорівна    | 04.11.2010            | середня            | позапартійна                          | тимчасово не працює                         |
| 12                              | Сіренко Зоя Павлівна          | 04.11.2010            | середня            | член Соціалістичної партії України    | пенсіонер                                   |
| 14                              | Сапсай Василь Іванович        | 04.11.2010            | середня            | позапартійний                         | приватний підприємець                       |